# Diocesi di Forno Minore
La diocesi di Forno Minore (in latino Dioecesis Furnitana Minor) è una sede soppressa e sede titolare della Chiesa cattolica.

## Storia
Forno Minore, identificabile con Henchir-El-Msaadine nell'odierna Tunisia, è un'antica sede episcopale della provincia romana dell'Africa Proconsolare, suffraganea dell'arcidiocesi di Cartagine.
Nelle rovine di El-Msaadine sono stati individuati i resti di una basilica cristiana a tre navate con battistero, segno di un'ipotetica presenza di una chiesa episcopale.
Le fonti non distinguono i vescovi delle due sedi omonime di Forno Minore e Forno Maggiore, per cui i vescovi potrebbero appartenere all'una o all'altra diocesi.
Sono quattro i vescovi noti di Forno. Geminio Vittore prese parte a due concili indetti da san Cipriano per discutere la questione relativa ai lapsi nel 253 e al battesimo amministrato dagli eretici nel 256. Il donatista Florenzio intervenne alla conferenza di Cartagine del 411, che vide riuniti assieme i vescovi cattolici e donatisti dell'Africa romana; in quell'occasione la sede non aveva vescovi cattolici. Simeone assistette al concilio cartaginese del 525. Gli scavi archeologici infine hanno restituito il nome del vescovo Vitale.
Dal 1933 Forno Minore è annoverata tra le sedi vescovili titolari della Chiesa cattolica; dal 28 giugno 2022 il vescovo titolare è Adrian Put, vescovo ausiliare di Zielona Góra-Gorzów.

## Cronotassi

### Vescovi
- Geminio Vittore † (prima del 253 - dopo il 256)
  - Florenzio † (menzionato nel 411) (vescovo donatista)
- Simeone † (menzionato nel 525)
- Vitale †

### Vescovi titolari
- Charles Journet † (15 febbraio 1965 - 22 febbraio 1965 nominato cardinale diacono di Santa Maria in Portico Campitelli)
- Georges-Louis Mercier, M.Afr. † (11 gennaio 1968 - 13 ottobre 1976 dimesso)
- Attilio Nicora † (16 aprile 1977 - 30 giugno 1992 nominato vescovo di Verona)
- Henryk Marian Tomasik (21 novembre 1992 - 16 ottobre 2009 nominato vescovo di Radom)
- William Terrence McGrattan (6 novembre 2009 - 8 aprile 2014 nominato vescovo di Peterborough)
- Ernesto Maguengue (6 agosto 2014 - 4 aprile 2022 nominato vescovo di Inhambane)
- Adrian Put, dal 28 giugno 2022